# Dorfkirche Klein Gottschow

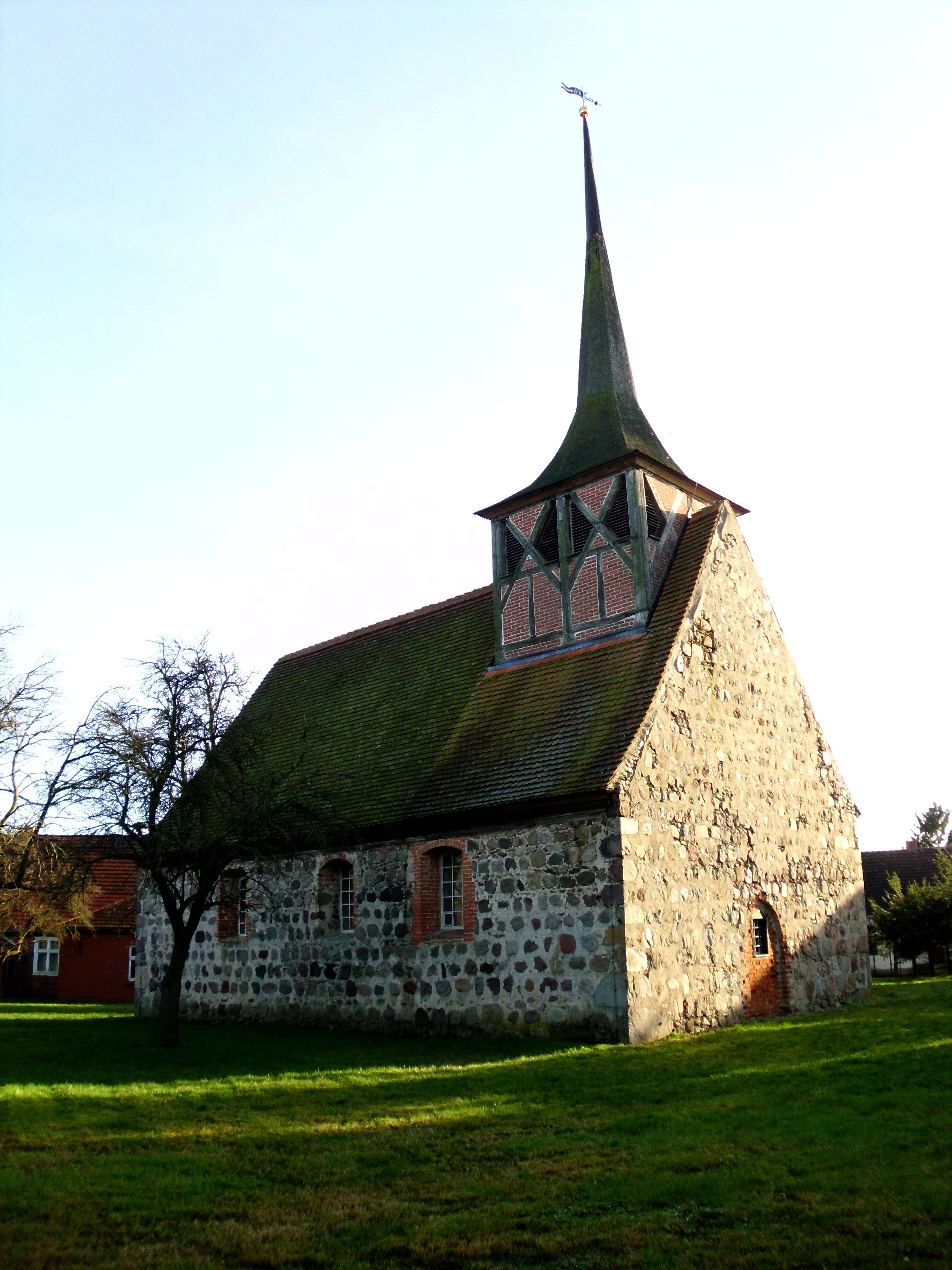
Dorfkirche Klein Gottschow

Die evangelische, denkmalgeschützte Dorfkirche Klein Gottschow steht in Klein Gottschow, einem Ortsteil der Gemeinde Groß Pankow (Prignitz) im Landkreis Prignitz von Brandenburg. Die Kirche gehört zum Pfarrsprengel Uenze-Rosenhagen-Krampfer im Kirchenkreis Prignitz der Evangelischen Kirche Berlin-Brandenburg-schlesische Oberlausitz.

## Beschreibung
Die Feldsteinkirche wurde um 1300 erbaut. Dem Satteldach des Langhauses wurde im 17. Jahrhundert im Westen ein Dachturm aus Holzfachwerk aufgesetzt, der im Innenraum, der mit einer Holzbalkendecke überspannt ist, auf hölzernen Säulen ruht. Seine Gefache sind mit Backsteinen ausgefüllt, und er ist mit einem achtseitigen, schiefergedeckten Knickhelm bedeckt. Eine außenliegende Treppe auf der Südseite endet in einer Dachgaube, von der im Innern der Glockenstuhl im Dachturm erschlossen ist.
Zur Kirchenausstattung gehört ein Kanzelaltar von 1727. Die Orgel mit sieben Registern auf einem Manual und Pedal wurde 1863 von Friedrich Hermann Lütkemüller gebaut.